# Giacinto Scelsi

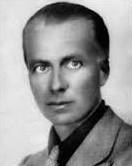
Giacinto Scelsi

Giacinto Scelsi [dʒaˈtʃinto ˈʃɛlsi] (* 8. Januar 1905 in La Spezia, Italien; † 9. August 1988 in Rom; vollständiger Titel und Name: Conte Giacinto Francesco Maria Scelsi d’Ayala Valva) war ein italienischer Komponist und Dichter.

## Leben
Scelsi selbst war immer bemüht, keine Details über sein Leben in die Öffentlichkeit dringen zu lassen (beispielsweise gibt es von ihm kaum ein authentisches Bild) bzw. betrieb sogar bewusste Fälschungen. Als gesichert gelten dürfen folgende Eckdaten:
Giacinto Scelsi, Graf von d’Ayala Valva, stammte aus altem süditalienischem Adel. Seine frühen Jahre sind nur bruchstückhaft bekannt. Als Kind lernte er (vermutlich autodidaktisch) Klavier spielen, in seiner späten Jugend studierte er Komposition und Harmonielehre bei Giacinto Sallustio in Rom. In der zweiten Hälfte der 1920er Jahre ging er nach Paris, führte das Leben eines Dandys in Paris und London und heiratete eine englische Adelige aus der Verwandtschaft des britischen Königshauses, die sich bei Ausbruch des Zweiten Weltkriegs von ihm trennte. Scelsi hatte engen Kontakt zum Kreis der französischen Surrealisten um Paul Éluard, Salvador Dalí und Henri Michaux. Anfang der 1930er Jahre studierte er bei dem Skrjabin-Anhänger Egon Köhler in Genf und 1935/1936 Zwölftontechnik bei dem Schönberg-Schüler Walter Klein in Wien. Er unternahm zahlreiche Reisen, u. a. nach Afrika und dem Fernen Osten.
In der zweiten Hälfte der 1940er Jahre setzte bei Scelsi eine psychische Krise ein, die zu einem längeren Aufenthalt in einem Schweizer Sanatorium führte. In der Zeit zwischen 1947 und 1952 stellte er das Komponieren ein. 1952 ließ er sich endgültig in Rom nieder, seine Schaffenskraft kehrte wieder. Jetzt, um das fünfzigste Lebensjahr, begann er seinen persönlichen Stil zu entwickeln. Er lebte zurückgezogen, seine Musik fand zunächst wenig öffentliche Aufmerksamkeit. Erst in den 1980er Jahren kam es vermehrt zu Aufführungen, es setzte nun eine rege Rezeption und Diskussion seiner Musik ein. Seine Klaviermusik wurde u. a. von Frederic Rzewski, Marianne Schroeder und Ivar Mikhashoff uraufgeführt.
In seinem römischen Wohnhaus befindet sich heute der Sitz der Giacinto-Scelsi-Stiftung.
Scelsi war Anhänger der Reinkarnationslehre – für ihn begann sein Leben dementsprechend lange vor 1905. Nach eigenen Angaben wurde er das erste Mal im Jahr 2637 v. Chr. in Mesopotamien geboren, lebte als Assyrer am Euphrat und wurde zusammen mit seiner damaligen Ehefrau im Alter von 27 Jahren getötet. Eine zweite Reinkarnation datierte Scelsi auf die Zeit Alexanders des Großen, anlässlich dessen Beerdigung will er bei einer Begräbnismusik mitgewirkt haben.

## Musik
Scelsi schuf ein sehr eigenwilliges Werk, das nicht in die zeitgenössischen Strömungen der Moderne passt. Seine Kompositionen widersprechen der europäischen Tradition einer Kompositionspraxis, die auf eindeutiger Autorenschaft beruht, und sie fußen weder auf traditionellen Satztechniken noch besitzen sie eine Nähe zu Konzepten der musikalischen Moderne. Er entwickelte eine Vorstellung vom „sphärischen“ Klang, die er durch mikrotonale Elemente in seiner Musik umzusetzen bestrebt war. Zudem verabscheute er das Tonsetzen. Eine große Vielzahl seiner Werke entstand daher in einer Art intuitiver Improvisation, die er auf dem Klavier oder einer Ondiola (einem frühen elektronischen Musikinstrument) spielte. Diese „Improvisationen“ schnitt Scelsi auf Tonband mit und ließ sie anschließend von Assistenten wie dem Komponisten Vieri Tosatti in Notenschrift übertragen. In seinem Nachlass fanden sich mehr als 900 solcher Tonbänder, die zu einem Großteil bis heute noch nicht untersucht wurden. Einflussreich für seine Kompositionen ist Scelsis Auseinandersetzung mit östlichen Philosophien, insbesondere aus Indien. 1953 schrieb er seine „Quattro Illustrazioni“, vier „Erleuchtungen“ über verschiedene Gestalten Vishnus, deren Einzelteile er „Avatare“ nannte.
Scelsi erwarb in den 1980ern besonders in Frankreich und Deutschland einen relativ hohen Bekanntheitsgrad. Während des Darmstädter Ferienkurses 1982 erklärte die Pariser Komponistengruppe L’Itinéraire, die in einer Opposition gegen Pierre Boulez und gegen das Centre Georges-Pompidou stand, Giacinto Scelsi zum Stammvater einer neuen Avantgarde.

## Werke (Auswahl)
- Rainer Riehn: Werkverzeichnis. In: Giacinto Scelsi. Musik-Konzepte, hrsg. von Heinz-Klaus Metzger und Rainer Riehn. Band 31. Edition text + kritik, München 1983, S. 112–116.
- Action Music No. 1 – Klavierzyklus (1955)
- Tre pezzi (1956)
- Quatro pezzi su una sola nota – vier Stücke über eine einzige Note für Orchester (1959)
- Aion – der Gottheit Brahma gewidmetes Orchesterwerk (1960)
- Uaxuctum – Komposition für Chor und Orchester (der Titel bezieht sich auf die Stadt Uaxactún, die der Legende nach von den Mayas selbst zerstört wurde)
- Konx-OM-Pax für Chor und Orchester (1969)
- Pfhat für Chor und Orchester (1974)
- Pwyll für Flöte Solo (1954)

## Veröffentlichungen
- Il Sogno 101. Venedig 1982
- Sinn der Musik. In: Giacinto Scelsi. Musik-Konzepte, hrsg. von Heinz-Klaus Metzger und Rainer Riehn. Band 31. Edition text + kritik, München 1983, ISBN 3-88377-132-5, S. 3–9.
- Die Magie des Klanges. Gesammelte Schriften. 2 Bände. Hrsg. von Friedrich Jaecker. Edition MusikTexte, Köln 2013